# Achtrup
Achtrup (Agtrup en danois, Åktoorp en frison septentrional) est une commune allemande de l'arrondissement de Frise-du-Nord, dans le Land de Schleswig-Holstein.

## Histoire
La commune d'Achtrup est mentionnée pour la première fois dans un document officiel en 1398 sous le nom d'Aktorp.